# توکای سومالی
توکای سومالی (نام علمی: Turdus ludoviciae)، که همچنین به عنوان پرنده سیاه‌توکای سومالی شناخته می‌شود، یک گونه پرنده آوازخوان از تیرهٔ توکایان (Turdidae) و بومی سومالی است.
دارای سر و سینه سیاه، منقار زرد، پشت و بال قهوه‌ای و شکم خاکستری با پهلوهای قرمز است.